# Sash!
Sash! — немецкая музыкальная группа. В её состав входят Саша Лаппессен (Sascha Lappessen), Ральф Каппмайер (Ralf Kappmeier) и Томас «Алисон» Людке (Thomas «Alisson» Lüdke).

## История
Саша Лаппессен родился 10 июня 1970 года в городе Неттеталь в Германии. С юности увлекался музыкой, первую работу в 16 лет нашёл в баре «The Kings».
С годами интерес Саши к музыке рос всё больше и больше. Он учился играть на клавишных, также его заинтересовала игра диджея Томаса «Алисон» Людке, иногда выступавшего в клубе. Когда Саша предложил создать группу, он согласился. Работа над музыкальными проектами началась в студии, принадлежащей Томасу. Саша занимался созданием мелодий и исполнением на клавишных инструментах, а Томас выполнял функции продюсера, помогая с аранжировкой и использованием других музыкальных инструментов.
Первым результатом совместной творческой деятельности стал сингл «Indian Rave», выпущенный под псевдонимом «Careca». Однако этот релиз не достиг ожидаемых результатов в плане коммерческого успеха и общественного признания.  Вскоре Саша и Томас пришли к выводу, что в группе не хватает ещё одного человека, который бы помогал с технической частью составления песен. Этим человеком стал Ральф Каппмайер. Не хватало названия. Саша был фронтменом, поэтому группу хотели назвать DJ Sascha, но оказалось, что такое название уже занято. Тогда его преобразовали в «Sash!», которое используется и по сей день.
В ноябре 1995 года группа на лейбле «X-It» выпустила сингл «It’s My Life». Он не был выпущен в Великобритании, и на него не было создано видеоклипа. Несмотря на это, «Sash!» получило определённую известность.
Решив повременить с выпуском альбома, «Sash!» выпустили ещё один сингл, «Encore Une Fois» с текстом на французском языке. На сегодняшний день он является самым успешным синглом группы — более 2 миллионов экземпляров во всём мире, второе место в британском чарте принесли группе огромную популярность .
На гребне успеха был выпущен сингл «Ecuador» с испанским вокалом, в целом повторивший успех предшественника. Летом 1997 года вышел альбом It’s My Life, впоследствии ставший платиновым. С альбома был выпущен сингл «Stay», ничуть не уступавший прежним релизам. На песни «Stay» и «Ecuador» были сняты видеоклипы во Франции и на островах Тенерифе.
В августе 1998 вышел второй альбом группы Life Goes On, с него были выпущены четыре сингла. Первым стал летний хит «La Primavera», с видеоклипом, снятым на Гавайях. На этот раз песня была на итальянском языке и заняла третью позицию в Великобритании. Следующим синглом был «Mysterious Times», ставший самым большим хитом альбома. Сингл занял второе место в британском чарте и 26-е место в ежегодном чарте Европы Плюс. Клип на эту песню активно транслировался на различных музыкальных телеканалах. Третий сингл — «Move Mania» — песня в стиле 1980-x годов с английским вокалом Shannon — поп-дивы тех же годов. Композиция получила популярность на танцплощадках, хотя и не заняла ведущих мест в чартах. Последним релизом альбома стал сингл «Colour The World», сделанный совместно с Dr. Alban. Сам альбом Life Goes On разошёлся многомиллионным тиражом и стал золотым во многих странах.
Весной 2000 года был выпущен третий альбом «Trilenium», написанный Дитером Боленом и занявший 13 место в Британском чарте.
Первым релизом стал сингл «Adelante» на испанском языке, занявший уже в пятый раз вторую строчку в Великобритании и ставший третьим самым успешным синглом группы. Вторая работа — баллада «Just Around The Hill» на английском языке, в ней «Sash!» смогли кардинально изменить свой стиль. Сингл «With My Own Eyes» — с вокалом финской модели Inka.
В конце 2000 года был выпущен сборник лучших хитов под названием «Best Of: SASH! — Encore Une Fois». Однако он не занял высокие места в чартах.
Только летом 2002 появился новый релиз группы — сингл «Ganbareh!», включающий японскую речь. Через два месяца ещё одна работа — сингл «Run», в котором вокальную партию исполнял Бой Джордж. А чуть позже — сингл «I Believe» с вокалисткой T.J. Davis.
В 2003 году группа выпускает новый альбом «S4 !Sash!», включающий вышеупомянутые синглы.
С 2010 года, после долгого перерыва, началась работа над новым альбомом «Life Is A Beach», вышедший в 2012 году. С данного альбома вышли синглы «What Is Life» (в конце года) и «The Secret» с вокалом Сары Брайтман (в следующем).
В 2013 году выходит сингл «Summer’s Gone» с вокалом Tony T.
«Sash!» также продолжили сотрудничество с Dr. Alban, написав синглы «Hello South Africa» и «Hello Afrika 2010», посвящённые Чемпионату мира по футболу 2010.

## Дискография

### Альбомы
- 1997 It’s My Life
- 1998 Life Goes On
- 2000 Trilenium
- 2003 S4!Sash!
- 2012 Life is a Beach
- 2013 Life Changes

### Синглы
- 1995 It’s My Life
- 1996 Encore Une Fois
- 1997 Ecuador (Ft. Rodriguez)
- 1997 Stay (Ft. La Trec)
- 1998 La Primavera
- 1998 Mysterious Times (Ft. Tina Cousins)
- 1998 Move Mania (Ft. Shannon)
- 1999 Colour The World
- 1999 Adelante
- 2000 With My Own Eyes
- 2000 Just Around The Hill
- 2000 Oliver Momms Hitmix V3.0
- 2000 The Trilenium E.P.2011 год
- 2000 Trilenium / The Teaser (UK, promo)
- 2000 Together Again (Ft. Blå Øjne) (Denmark, promo)
- 2000 The Megamix (UK, promo)
- 2002 The Sunset
- 2000 S4! Sash! Album Sampler (promo)
- 2002 Ganbareh
- 2002 Run
- 2003 I Believe (Ft. T.J. Davis)
- 2007 10th Anniversary (Spain)
- 2008 Raindrops (Encore Une Fois) (Ft. Stunt)
- 2010 All Is Love (Ft. Jessy)
- 2011 Mirror Mirror (Ft. Jean Pearl)
- 2012 What Is Life
- 2013 The Secret (Ft. Sarah Brightman)
- 2013 Summer’s Gone (Ft. Tony T.)
- 2016 SASH! vs. Olly James - Ecuador (Remix)

### Сборники
- 2000 Best Of Sash! / Encore Une Fois
- 2000 Encore Une Fois — The Greatest Hits
- 2007 10th Anniversary
- 2008 The Best Of